# Die Zeit verrinnt, die Navy ruft
Die Zeit verrinnt, die Navy ruft (Alternativtitel: Die Zeit vergeht, die Navy ruft; Originaltitel: Racing with the Moon) ist ein US-amerikanisches Filmdrama von Richard Benjamin aus dem Jahr 1984. Der Film handelt von zwei Freunden, die sich bestimmten Herausforderungen im Leben stellen müssen. Die Hauptrollen spielen Sean Penn, Elizabeth McGovern und Nicolas Cage.
Der Film erschien am 23. März 1984 in den US-amerikanischen Kinos.

## Handlung
Der junge Hopper Nash wurde wie sein Freund Nicky 1942 zum Krieg einberufen. Die beiden haben nur noch sechs Wochen Zeit, bevor sie ihren Dienst antreten müssen. So arbeiten sie zusammen in einer Bowlingbahn und schlagen sich durch ihre letzten Friedenstage. Im Kino, an der Kasse, trifft Hopper auf die schöne Caddy Winger. Er ist sofort begeistert von ihr und beschließt, sie zu „erobern“. Er gibt seinem kleinen Bruder den Auftrag, ihr Blumen zu geben. 
Als Caddy das Schnellrestaurant besucht, wo Hopper und Nicky rumhängen, springt Hopper über die Theke und gibt vor zu arbeiten. Er folgt Caddy zu ihrem Haus und stellt fest, dass sie in einem Herrenhaus lebt. Er nimmt an, dass sie eine Flapper ist und daher reich sein muss. Wie sich herausstellt, lebt Caddy dort nur, weil ihre Mutter eine Hausgehilfin ist. Später sieht Hopper Caddy in der Bibliothek arbeiten. Er versucht, ihren Namen zu erfahren, aber sie weist ihn zurück. Hopper trifft erneut auf Caddy, die mit Freunden zu einer Schlittschuhbahn gehen möchte. Er gibt vor, dass er weiß, wie man Schlittschuh läuft. Am Ende stürzt er, kann aber dabei eine kurze Zeit mit Caddy verbringen. Er bittet sie um ein Date, in das sie einwilligt. Sie verabreden sich und werden wenig später ein Paar.
Währenddessen stellt sich heraus, dass Nickys Freundin Sally von ihm schwanger ist. Er versucht, 150 Dollar von Hopper für eine Abtreibung zu bekommen. Hopper fragt Caddy, von der er annimmt, dass sie es sich leicht leisten kann.
Um Hopper zu helfen, versucht Caddy, eine Perlenkette zu stehlen, welche Alice gehört, einer jungen Frau, die auch im Herrenhaus lebt. Caddy wird beim Versuch erwischt und gesteht, warum sie die Kette braucht. Sie bekommt schließlich von Alice das benötigte Geld. 
Sally macht die Abtreibung und Hopper ist wütend auf Nicky, weil dieser nicht für seine Freundin da ist. Sie streiten sich, vertragen sich jedoch wieder und erkennen, dass die beiden sich immer aufeinander verlassen können.
Der Film endet, als die jungen Männer dabei sind, in den Zug zu steigen, um in den Krieg zu ziehen. Sie warten, bis der Zug losgefahren ist, bevor sie hinterherrennen und aufspringen.

## Synchronisation
Die deutsche Synchronisation des Films entstand in Düsseldorf.
| Rolle               | Schauspieler       | Deutscher Sprecher |
| ------------------- | ------------------ | ------------------ |
| Henry „Hopper“ Nash | Sean Penn          | Michael Harck      |
| Caddie Winger       | Elizabeth McGovern | Monika Barth       |
| Nicky               | Nicolas Cage       | Rainer Schmitt     |
| Frank               | Michael Madsen     | Lutz Mackensy      |